# Kloster Müdehorst

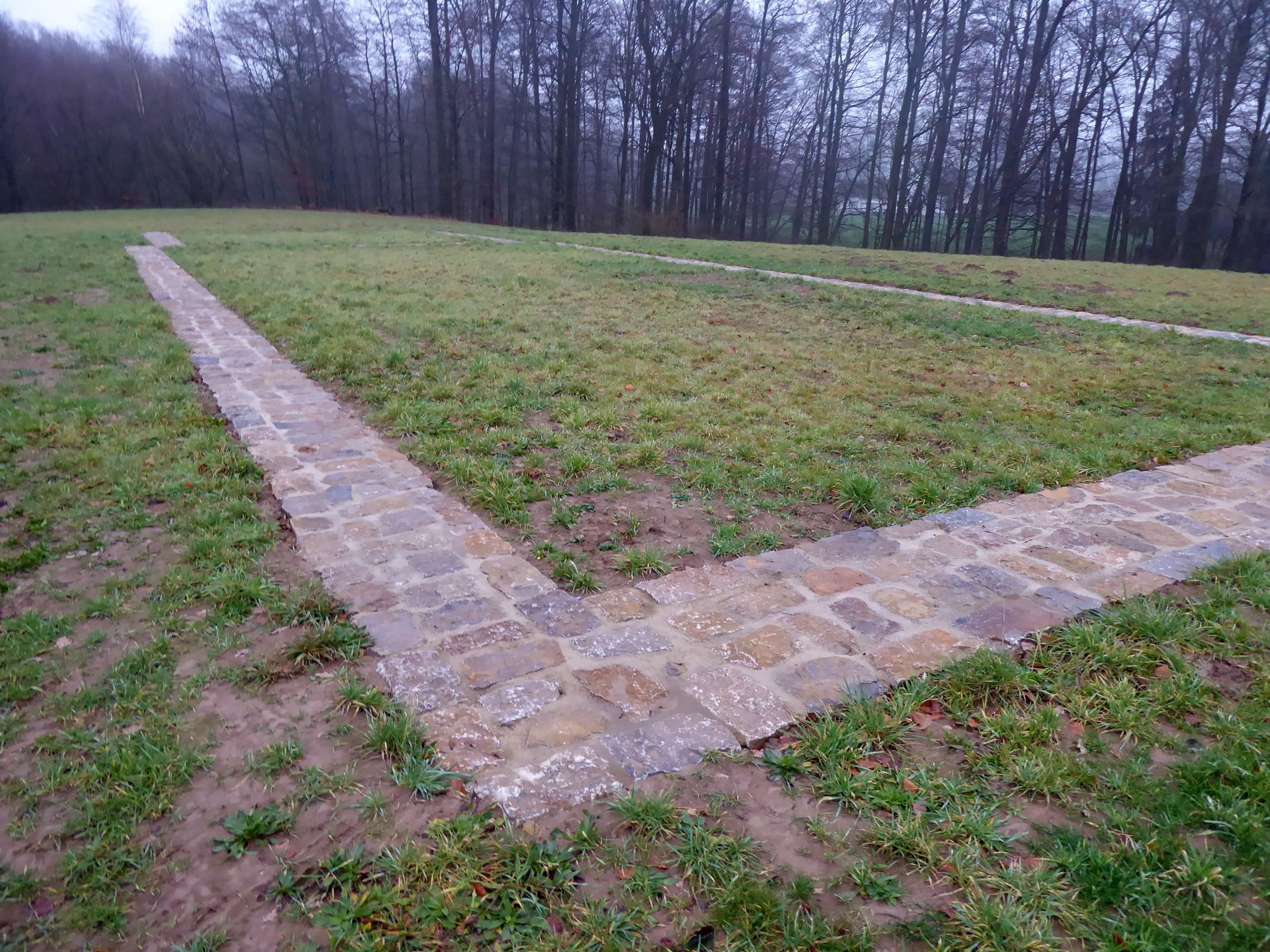
Die 2018 sichtbar gemachten Grundmauern der Klosterkirche

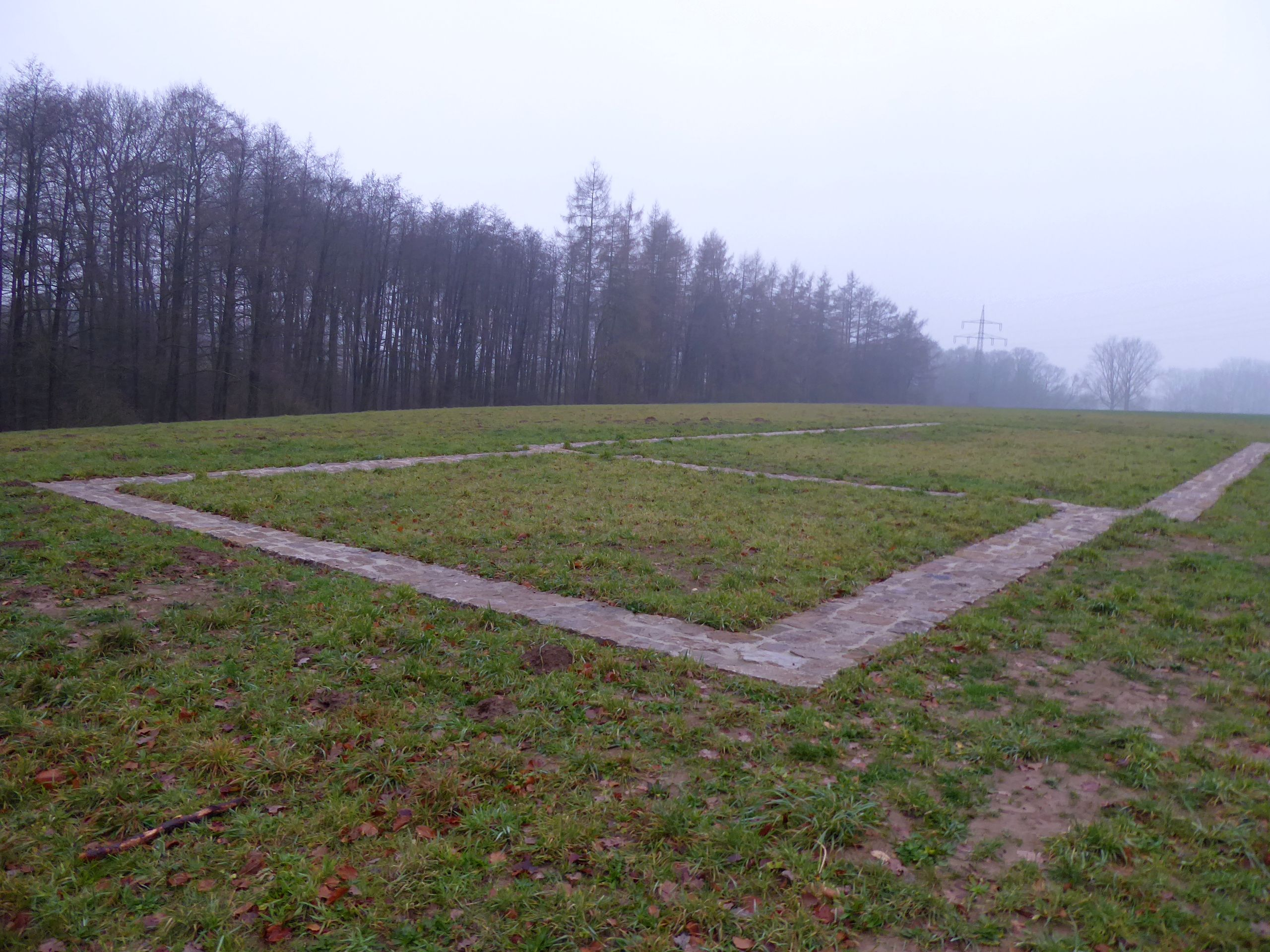
Grundmauern des Chorraums

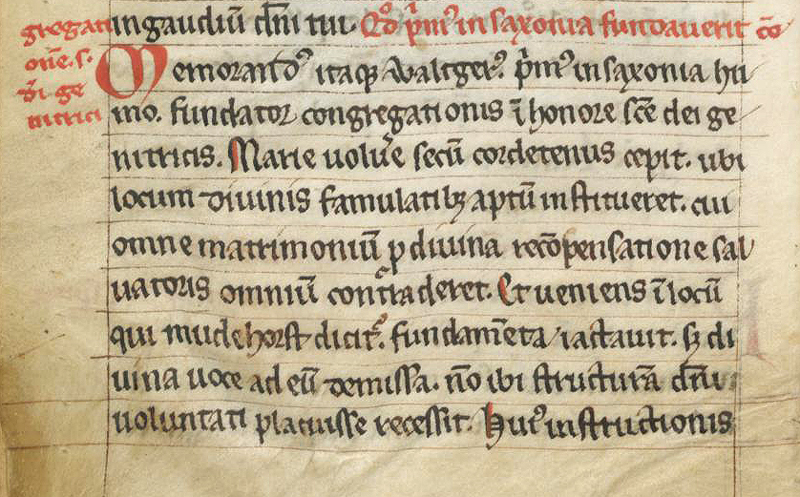
Müdehorst in der Vita sancti Waltgeri

Das Kloster Müdehorst, auch Stift Müdehorst genannt, wurde um 789 im heutigen Gebiet der Gemarkung Niederdornberg-Deppendorf im Bielefelder Stadtbezirk Dornberg gegründet. Es war damit eine der ältesten monastischen Einrichtungen in Westfalen. Schon bald wurde es zu Gunsten des Stifts Herford aufgegeben.

## Geschichte
Nachdem der sächsische Herzog Widukind den Kampf gegen die Franken aufgegeben und 785 getauft worden war, wurde die Christianisierung Sachsens vorangetrieben. Es wurden neue monastische Gemeinschaften etwa in Bremen und Osnabrück gegründet – aus denen die späteren Bistümer hervorgingen – und Reliquien in die Region geholt. In diesen Zusammenhang gehört auch die Gründung von Müdehorst. Es fehlen entsprechende Königsurkunden und die Abläufe sind nur schwer zu rekonstruieren. Müdehorst dürfte aber das erste Frauenstift oder -kloster im sächsischen Raum gewesen sein.
Über den Heiligen Waltger († 16. November 825 in Herford) und seinen Gründungsversuch einer Klosterkirche in Müdehorst verfasste im 12. Jahrhundert der in Kirchdornberg lebende Geistliche Wigand eine Lebensbeschreibung im Stil einer Heiligenverehrung, die Vita sancti Waltgeri:
- Zu dieser Zeit wohnte in Westfalen auf dem Berge, der Dornberg genannt wird, der Edle Herr Waltger. ... Der denkwürdige Waltger ist der erste Gründer einer Klostergemeinschaft zu Ehren der heiligen Gottesmutter Maria auf sächsischem Boden und erwog in seinem Herzen, wo er einen geeigneten Ort für ihre gottergebene Dienerschaft ausfindig machen könnte ...
- Als er an den Mudehorst („Müdehorst“) genannten Ort kam, legte er dort die Fundamente [der Kirche]. Aber, nachdem ihm eine göttliche Stimme von oben gesagt hatte, dort entspreche der Bau nicht dem Willen des Herrn, gab er sein Vorhaben auf. Zeugnisse dieses Bauwerkes sind jetzt noch sichtbar.[3]

Die Einrichtung in Müdehorst hat nicht lange bestanden. Nach der Vita Waltgeri wurden die Bauten nicht vollendet. Möglicherweise war das zur Verfügung stehende Gelände im Mündungswinkel zwischen dem Schwarzbach und dem Beckendorfer Mühlenbach zu klein, um alle Baulichkeiten aufzunehmen. Sie wurde zu Gunsten der Gründung bei Alt-Herford aufgegeben. Auch diese Gründung misslang. Erst die Gründung des Stifts Herford war erfolgreich. Für die Verlegung aus Müdehorst wird der Zeitraum zwischen 800 und 819/823 genannt.

## Grabungen
In den Jahren 1948/49 entdeckte der Dornberger Lehrer Heinrich Schiller bei Ausgrabungen mit einer Schülergruppe auf dem Acker des Hofes Meyer zu Müdehorst Mauerreste eines Bauwerkes aus Kalksteinen, die sie als Teil der gesuchten Klosterkirche interpretierten. Sie fanden unterhalb der Tiefe eines Ackerpfluges Fragmente einer bis zu ein Meter breiten Grundmauer, die inzwischen als Bodendenkmal klassifiziert wurde. Zum Schutz des Bodendenkmal wurde die Grabungsstätte unvermessen wieder mit Erdreich verfüllt.
Offenbar orientierte sich der steinerne Bau an irisch-angelsächsischen Vorbildern, die Waltger von seiner Pilgerreise zum englischen König vermutlich bekannt waren. Vergleichbar ist etwa die um das Jahr 675 erbaute Kirche St. Johns in Escomb in der Grafschaft Durham im Nordosten Englands. Grundriss, Abmessungen und Einschnürung zwischen Kirchenschiff und Chorraum stimmen hier weitgehend überein.
Die Dokumentation und Aufmaße der Grabung von 1949, sowie eine Reihe weiterer Informationen, führten im Laufe der Zeit zu unsicheren Bewertungen. Die Arbeitsgemeinschaft Archäologie des Historischen Vereins für die Grafschaft Ravensberg führte deshalb 1991/92 in Kooperation mit der LWL-Archäologie eine neue Grabung durch, um die Abmessungen der Grundmauern ergänzend abzuklären. Sie fanden dabei die Nordwestecke
der Gebäudefundamente und konnten daraus die Größe der Kirche bestimmen: 32,5 Meter Länge mit einer lichten Weite von 10 Metern.

## Denkmalschutz
Zur dauerhaften Sicherung des über 1200 Jahre alten Bodendenkmals legten Mitglieder des Historischen Vereins für die Grafschaft Ravensberg im Sommer 2018 die Grundmauern erneut bis zur Oberkante frei. In Abstimmung mit LWL-Archäologie verfüllten sie die Gräben mit Kies und verlegten darüber ebenerdig Bruchsteinplatten, um den Grundriss der Kirche langfristig im Wiesengrund sichtbar zu erhalten. Zum Tag des offenen Denkmal am 9. September 2018 konnten sie die Spuren des ältesten durch schriftliche und archäologische Zeugnisse nachgewiesenen Kirchbaus in Bielefeld der Öffentlichkeit übergeben. Der Eintrag in die Denkmalliste der Stadt Bielefeld erfolgte bereits am 14. April 1986 (LWL-Liste: DKZ 3917,47 / Bielefelder Denkmalliste:  Nr. B37).